# Sendai Trust Tower
La Sendai Trust Tower (仙台トラストタワー, Sendai torasutotawā) est un gratte-ciel de 180 mètres de hauteur construit à Sendai, dans le Nord du Japon, de 2007 à 2010. Plus haut gratte-ciel de la région de Tōhoku, il abrite des bureaux, un hôtel et des commerces.
Les architectes sont les sociétés Taisei Corporation, Matsudahirada et Morimura.
La surface de plancher de l'immeuble est de 123 500 m2.